# Masahiro Wada
Masahiro Wada (和田 昌裕 Wada Masahiro?,  nacido el 21 de enero de 1965 en Kōbe, Hyōgo) es un exfutbolista y entrenador japonés. Jugaba de defensa y su último club fue el Vissel Kobe de Japón.

## Trayectoria

### Clubes

#### Como jugador
| Club        | País  | Año       |
| ----------- | ----- | --------- |
| Gamba Osaka | Japón | 1987-1995 |
| Vissel Kobe | Japón | 1995-1998 |

#### Como entrenador
| Club           | País      | Año       |
| -------------- | --------- | --------- |
| Vissel Kobe    | Japón     | 2009      |
| Vissel Kobe    | Japón     | 2010-2012 |
| Chonburi FC    | Tailandia | 2014      |
| Kyoto Sanga FC | Japón     | 2015      |
| Port FC        | Tailandia | 2015-2016 |
| Sisaket FC     | Tailandia | 2016      |

## Palmarés

### Títulos nacionales
| Título             | Club                   | País  | Año  |
| ------------------ | ---------------------- | ----- | ---- |
| Copa del Emperador | Matsushita Electric FC | Japón | 1990 |